# Dung (Doubs)
Dung ist eine französische Gemeinde mit 621 Einwohnern (Stand: 1. Januar 2022) im Département Doubs in der Region Bourgogne-Franche-Comté.

## Geographie
Dung liegt auf 321 m, etwa vier Kilometer westlich der Stadt Montbéliard (Luftlinie). Das Dorf erstreckt sich westlich des Beckens von Montbéliard und nördlich des Doubstals, in der Talniederung des Rupt, nördlich des Höhenrückens des Mont Bart.
Die Fläche des 3,22 km² großen Gemeindegebiets umfasst einen Abschnitt der gewellten Landschaft nördlich des Doubstals. Das Gebiet wird von Norden nach Süden vom Rupt durchquert, der durch eine relativ breite Talniederung fließt und für die Entwässerung zum Allan und damit zum Doubs sorgt. Flankiert wird das Tal von überwiegend bewaldeten Höhen: Im Osten vom Bois Georges (bis 400 m), im Westen vom Bois de Miémont (403 m) und im Nordwesten vom Bois de Sainans, auf dem mit 435 m die höchste Erhebung von Dung erreicht wird.
Nachbargemeinden von Dung sind Issans und Allondans im Norden, Sainte-Suzanne im Osten, Bart im Süden sowie Présentevillers und Saint-Julien-lès-Montbéliard im Westen.

## Geschichte
Seit dem Mittelalter gehörte Dung zum Herrschaftsgebiet der Grafen von Montbéliard. Mit der Annexion der Grafschaft Württemberg-Mömpelgard (Montbéliard) gelangte das Dorf 1793 endgültig in französische Hand. Heute ist Dung Teil des Gemeindeverbandes Pays de Montbéliard Agglomération.

## Bevölkerung
| Jahr                       | 1962 | 1968 | 1975 | 1982 | 1990 | 1999 | 2016 |
| Einwohner                  | 466  | 493  | 519  | 460  | 518  | 579  | 650  |
| Quellen: Cassini und INSEE |      |      |      |      |      |      |      |

Mit 621 Einwohnern (Stand 1. Januar 2022) gehört Dung zu den kleinen Gemeinden des Départements Doubs. Nachdem die Einwohnerzahl in der ersten Hälfte des 20. Jahrhunderts stets im Bereich zwischen 280 und 310 Personen gelegen hatte, wurde seit Beginn der 1960er Jahre ein deutliches Bevölkerungswachstum verzeichnet.

## Wirtschaft und Infrastruktur

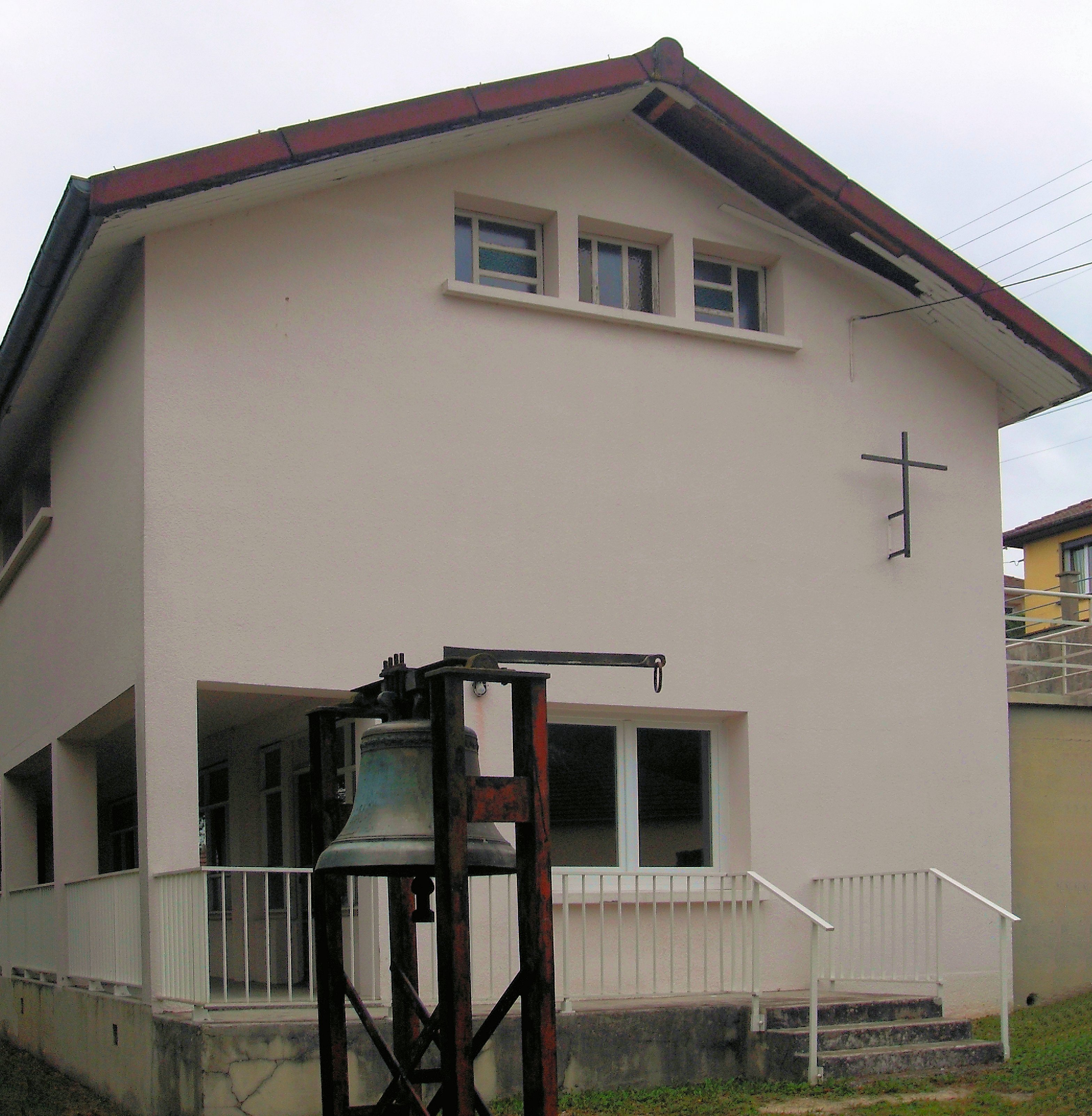
Kapelle Notre-Dame-de-la-Paix mit separatem Glockengestell

Dung war bis weit ins 20. Jahrhundert hinein ein vorwiegend durch die Landwirtschaft (Ackerbau, Obstbau und Viehzucht) geprägtes Dorf. Die Wasserkraft des Rupt wurde schon früh für den Betrieb einer Mühle genutzt. Daneben gibt es heute einige Betriebe des lokalen Kleingewerbes. Mittlerweile hat sich das Dorf auch zu einer Wohngemeinde gewandelt. Viele Erwerbstätige sind deshalb Wegpendler, die in der Agglomeration Montbéliard ihrer Arbeit nachgehen.
Die Ortschaft liegt abseits der größeren Durchgangsstraßen an einer Departementsstraße, die von Bart nach Aibre führt. Der nächste Anschluss an die Autobahn A36 befindet sich in einer Entfernung von ungefähr acht Kilometern. Weitere Straßenverbindungen bestehen mit Montbéliard und Présentevillers.